# Mary Meyers
Mary Margret Meyers (Saint Paul (Minnesota), 10 februari 1946 – 21 maart 2024) was een schaatsster uit de Verenigde Staten. Ze vertegenwoordigde haar vaderland op de Olympische Winterspelen 1968 in Grenoble waar ze de zilveren medaille won op de 500 meter. 
Zij overleed op 21 maart 2024 op 78-jarige leeftijd.

## Resultaten

### Olympische Spelen
| Jaar | Plaats   | Resultaten |
| ---- | -------- | ---------- |
| 1968 | Grenoble | 500 meter  |

### Wereldkampioenschappen
| Jaar | Plaats   | Resultaten   |
| ---- | -------- | ------------ |
| 1967 | Deventer | 13e Allround |
| 1968 | Helsinki | 21e Allround |

### Amerikaans olympisch kwalificatie toernooi
| Jaar | 500 m | 1000 m |
| ---- | ----- | ------ |
| 1968 | Goud  | 4e     |

## Persoonlijke records
| Afstand    | Tijd    | Datum            | Baan     |
| ---------- | ------- | ---------------- | -------- |
| 500 meter  | 45,80   | 7 februari 1967  | Gran     |
| 1000 meter | 1.39,50 | 27 januari 1968  | Helsinki |
| 1500 meter | 2.30,40 | 18 februari 1967 | Deventer |
| 3000 meter | 5.57,50 | 18 februari 1967 | Deventer |